# Stigmidium solorinarium
Stigmidium solorinarium är en lavart som först beskrevs av Vain., och fick sitt nu gällande namn av David Leslie Hawksworth 1983. Stigmidium solorinarium ingår i släktet Stigmidium och familjen Mycosphaerellaceae.  Arten är reproducerande i Sverige. Inga underarter finns listade i Catalogue of Life.